# Ammoecius numidicus
Ammoecius numidicus är en skalbaggsart som beskrevs av Étienne Mulsant 1851. Ammoecius numidicus ingår i släktet Ammoecius och familjen Aphodiidae. Inga underarter finns listade i Catalogue of Life.